# Diócesis de Irapuato
La diócesis de Irapuato (en latín: Dioecesis Irapuatensis) es una circunscripción eclesiástica de la Iglesia católica en México. Se trata de una diócesis latina, sufragánea de la arquidiócesis de León. Desde el 11 de marzo de 2017 su obispo es Enrique Díaz Díaz.

## Territorio y organización
La diócesis tiene 4775 km² y extiende su jurisdicción sobre los fieles católicos de rito latino residentes en el estado de Guanajuato en los municipios de: Irapuato, Abasolo, Cuerámaro, Huanímaro, Jaral del Progreso, Pueblo Nuevo, Salamanca, Valle de Santiago y parte de los municipios de Pénjamo y Yuriria.
La sede de la diócesis se encuentra en la ciudad de Irapuato, en donde se halla la Catedral de Nuestra Señora de la Limpia Concepción de María. Existe un Seminario Menor en Salamanca, el Curso Introductorio en Pénjamo y el Seminario Mayor en Abasolo. 
En 2021 en la diócesis existían 70 parroquias.

## Historia
La diócesis fue erigida el 3 de enero de 2004 con la bula Venerabiles Fratres del papa Juan Pablo II, obteniendo el territorio de la entonces diócesis de León y de la arquidiócesis de Morelia.
Originalmente sufragánea de la arquidiócesis de San Luis Potosí, pasó a formar parte de la provincia eclesiástica del Bajío el 25 de noviembre de 2006, como sufragánea de la arquidiócesis de León.
El 9 de febrero de 2004 el papa Juan Pablo II declaró patrona de la diócesis de Irapuato a la Virgen de la Soledad.
Originalmente, el santo patrono era san Marcos Evangelista. Sin embargo, en 1812 se solicitó el cambio de patronazgo a la Virgen Santísima de la Soledad, con motivo del centenario de su devoción y del amor que a dicha advocación mantiene el pueblo irapuatense. En 1912 se deseaba la coronación pontificia, sin embargo esta se aplazó debido a la Revolución Mexicana, llevándose a cabo el 30 de abril de 1922, pese a las represalias del gobierno. Habiendo estallado la guerra cristera, la imagen de la Virgen de la Soledad fue escondida en hogares de fieles junto con otras imágenes y su corona. En 1933 fue asesinado en el altar de la ahora catedral de Irapuato el presbítero Martín Lawers González, párroco de la ciudad y vicario foráneo de la diócesis de León, que promovió la antes citada coronación.

## Estadísticas
Según el Anuario Pontificio 2022 la diócesis tenía a fines de 2021 un total de 1 626 300 fieles bautizados.
| Año                                                                             | Población            | Población | Población      | Sacerdotes | Sacerdotes    | Sacerdotes    | Bautizados por sacerdote | Diáconos permanentes | Religiosos | Religiosos | Parroquias |
| Año                                                                             | Bautizados católicos | Total     | % de católicos | Total      | Clero secular | Clero regular | Bautizados por sacerdote | Diáconos permanentes | Varones    | Mujeres    | Parroquias |
| ------------------------------------------------------------------------------- | -------------------- | --------- | -------------- | ---------- | ------------- | ------------- | ------------------------ | -------------------- | ---------- | ---------- | ---------- |
| 2004                                                                            | 1 030 000            | 1 077 660 | 95.6           | 150        | 107           | 43            | 6866                     |                      | 43         | 204        | 65         |
| 2006                                                                            | 1 077 110            | 1 094 160 | 98.4           | 112        | 39            | 151           | 7133                     | 2                    | 50         | 168        | 61         |
| 2013                                                                            | 1 190 000            | 1 204 000 | 98.8           | 169        | 123           | 46            | 7041                     | 2                    | 51         | 231        | 67         |
| 2016                                                                            | 1 543 044            | 1 601 644 | 96.3           | 183        | 131           | 52            | 8431                     | 2                    | 55         | 236        | 69         |
| 2019                                                                            | 1 595 300            | 1 656 300 | 96.3           | 199        | 138           | 61            | 8016                     | 1                    | 67         | 194        | 70         |
| 2021                                                                            | 1 626 300            | 1 688 740 | 96.3           | 202        | 150           | 52            | 8050                     | 1                    | 57         | 201        | 70         |
| Fuente: Catholic-Hierarchy, que a su vez toma los datos del Anuario Pontificio. |                      |           |                |            |               |               |                          |                      |            |            |            |

La diócesis de Irapuato cuenta con su propio semanario religioso llamado Emaús.

## Episcopologio
- José de Jesús Martínez Zepeda (3 de enero de 2004-11 de marzo de 2017 retirado)
- Enrique Díaz Díaz, desde el 11 de marzo de 2017